# Bolesław Czerwieński
Bolesław Czerwieński (ur. 3 kwietnia 1851 we Lwowie, zm. 3 kwietnia 1888 tamże) – polski poeta i dramatopisarz, publicysta, działacz socjalistyczny, autor słów pieśni Czerwony sztandar (1881).

## Życie
Studiował filozofię na Uniwersytecie Lwowskim (1870-1874). Działał w Towarzystwie Czytelni Akademickiej. Debiutował dramatem Atenion (napisany w 1873, wystawiony w 1881 pt. Niewolnik). Pracował jako publicysta lwowskich i warszawskich gazet. Był m.in. redaktorem działu literackiego i teatralnego w "Tygodniu Literackim, Artystycznym, Naukowym i Społecznym" Józefa Rogosza (1874), a następnie w "Gazecie Narodowej". W 1882 roku założył wraz z Bolesławem Spaustą pismo literackie Ziarno, które niedługo później upadło, a w 1885 - pismo satyryczno-humorystyczne Śmigus. W latach 1885–1888 pisał do "Kuriera Lwowskiego". W swojej twórczości związany był z nurtem pozytywistycznym w literaturze. Opublikował w 1882 zbiór utworów poetyckich, w którym znalazł się napisany rok wcześniej Czerwony Sztandar, przyjęty w 1883 jako hymn polskiego proletariatu.
Od 1878 zaangażował się w ruchu socjalistycznym, został jednym z członków zorganizowanego przez Bolesława Limanowskiego lwowskiego Komitetu socjalistycznego. Komitet ten przekształcił się z czasem w komitet redakcyjny dwutygodnika Praca, w redakcji działało również tajne stowarzyszenie robotnicze. Gdy w październiku 1878 władze nakazały Limanowskiemu opuścić Lwów, jego miejsce zajął Czerwiński. Pełnił rolę trybuna robotniczego, przemawiał podczas manifestacji, zgromadzeń i uroczystości patriotycznych. W 1879 wraz z redakcją Pracy opracował pierwszy socjalistyczny program minimum, zawierający żądania socjalne i polityczne. W 1880 wspólnie z Ludwikiem Inlenderem stworzył program bardziej rozwinięty, który określał oczekiwania socjalne robotników. Pod tytułem Program galicyjskiej partii robotniczej żądania te opublikowano w 1881 w Genewie.
Pochowany na cmentarzu Łyczakowskim.

## Upamiętnienie
12 sierpnia 1894 roku został odsłonięty na grobie Czerwieńskiego pomnik. Tak opisał go "Kurier Lwowski": " na pomnik składa się piękny obelisk z kamienia polańskiego wysoki na 3,5 metra. U góry emblemat robotnicze (dwie ręce) pióro lira, u dołu widnieje napis "Bolesław Czerwieński ur 3/4 1851 zm. 8/4 1881, żyje wraz z pieśnią, a nieco niżej "Autorowi czerwonego sztandaru polska partia socjalistyczna trzech zaborów i Ameryki 1894". Obelisk umieszczono na płycie z kamienia trembowelskiego.

## Twórczość
- Niewolnik dramat, 1873
- Aliquid poemat, 1874
- Uczony poemat, 1875
- Orzeł dramat, 1878
- Poezje zbiór wierszy, 1881
- Dwa widzenia, poemat prozą, poemat 1887